# Esbjerg Kulturskole
Esbjerg Kulturskole er en uddannelsesinstitution med kurser i et bredt kulturelt udvalg, herunder musik, billedkunst, teater og ballet. Foruden almindelig undervisning huser kulturskolen MGK (musikalsk grundkursus) samt lignende tiltag kaldet BGK (billedkunst), FGK Forfattergrundkursus og TGK (teater), som alle er 3-årige undervisningstilbud for talentfulde elever i alderen 16-25 år med eller uden henblik på videregående uddannelser inden for det kulturelle område.
I 1988 blev Esbjerg Amatør Orkester i forbindelse med "40 strygende år", som skolen afholdt.